# Léon De Smet

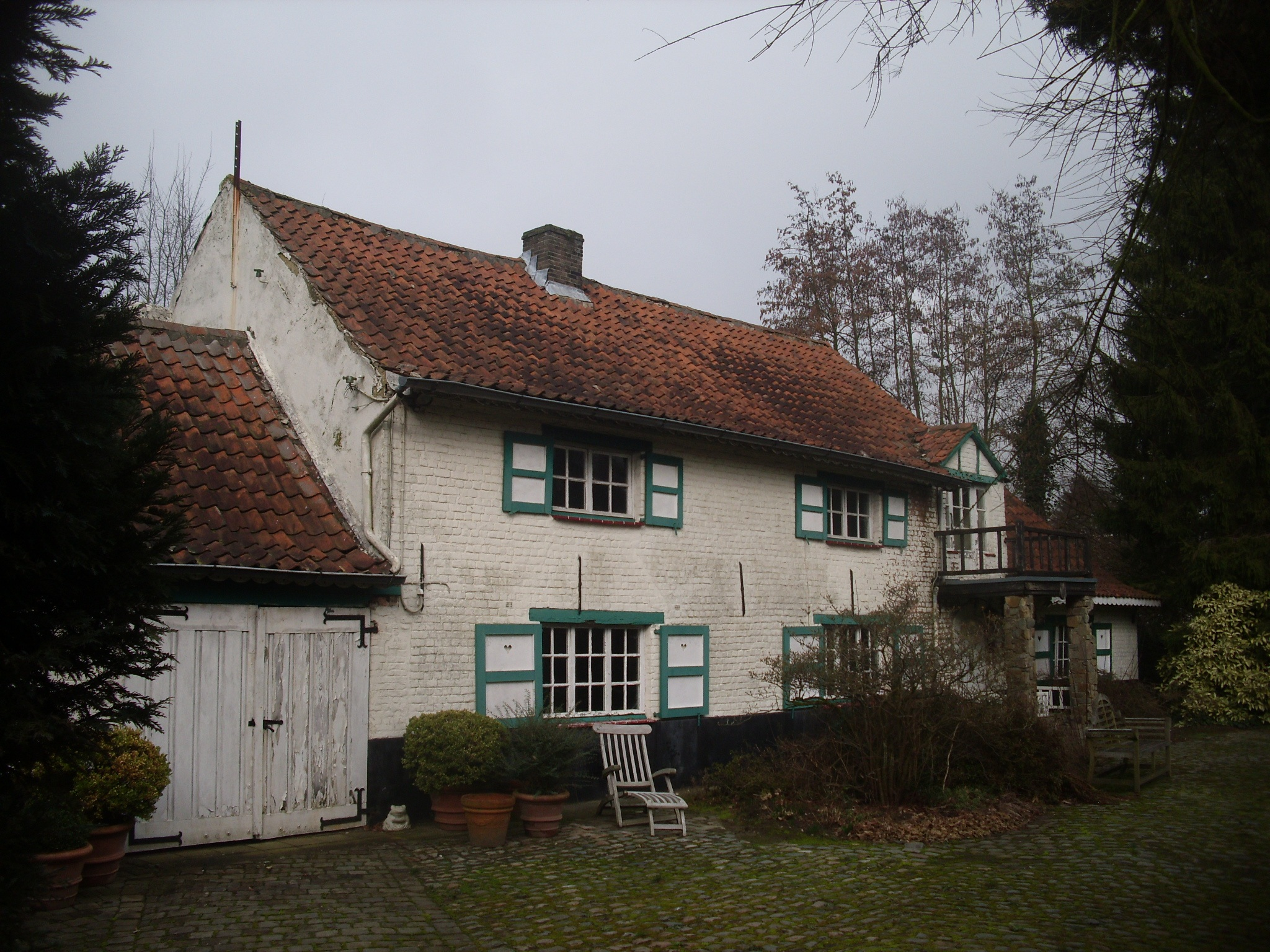
De woning van Léon De Smet te Sint-Martens-Latem.

Léon De Smet (Gent, 20 juli 1881 – Deurle, 9 september 1966) was een Vlaams kunstschilder. Hij is de broer van Gustave De Smet, ook een kunstschilder.

## Leven
Léon De Smet studeerde aan de Gentse Koninklijke Academie voor Schone Kunsten samen met zijn broer Gustave De Smet. Léon en Gustave behoren tot de tweede groep van Sint-Martens-Latem, de kunstgroep die in de streek rond Sint-Martens-Latem ging wonen om er in contact met de eenvoud van de Leiestreek tot een nieuwe kunst met een dieper inhoud te komen. Léon was daar onder andere bevriend met de kunstenaars Valerius De Saedeleer, Maurice Sys, Constant Permeke, Frits van den Berghe, Gustave Van de Woestyne en zijn broer Karel van de Woestijne, een dichter.
Bij het begin van de Eerst Wereldoorlog vluchtte Léon naar Groot-Brittannië, waar hij grote roem kreeg, Hij kreeg een individuele tentoonstelling in januari 1917 in de Leicester Gallery in Londen. Toen hij in 1920 terugkeerde naar België kreeg hij een grote tentoonstelling in de Brusselse Galerie Georges Giroux. In 1953 werd hij geëerd in het Gentse Museum voor Schone Kunsten met een grote, individuele tentoonstelling.

## Stijl
Het oeuvre van Léon De Smet wordt gerekend tot het impressionisme, expressionisme en pointillisme. Hij schilderde voornamelijk met toetsen, zoals in De verliefden (1911), maar hij had ook periodes waar hij grote vlakken schilderde zoals in Dame met waaier (1924). Zijn kleurenpalet is meestal iets meer gedempt, hoewel telkens een grote diversiteit van kleuren ontstaat in zijn werken. Zijn composities zijn voornamelijk zeer evenwichtig.

## Belangrijkste werken
- De vrouw van de kunstenaar, 1904, Gent, Museum voor Schone Kunsten
- Landschap in Sint-Martens-Latem, 1905, Gent, Museum voor Schone Kunsten
- Interieur of De verliefden, 1911, Gent, Museum voor Schone Kunsten
- Louise, 1916, Gent, Museum voor Schone Kunsten
- Stilleven met porselein, 1919, Gent, Museum voor Schone Kunsten
- Dame met waaier, 1924, Brugge, Groeningemuseum
- Interieur, 1937, Antwerpen, Koninklijk Museum voor Schone Kunsten
- Interieur met witte azalea, 1949, Gent, Museum voor Schone Kunsten

## Museum
Buiten het Groeningemuseum in Brugge en het Koninklijk Museum voor Schone Kunsten in Antwerpen heeft voornamelijk het Gentse Museum voor Schone Kunsten veel werk van Léon De Smet. Er kwam ook, op initiatief van Jeanne Baeckelandt, een museum gewijd aan de kunstenaar in Deurle. Dit museum bestaat niet meer. Het gebouw is afgebroken in 2017.